# Верхнє Шерково
55°31′18″ пн. ш. 30°57′34″ сх. д. / 55.52167° пн. ш. 30.95944° сх. д.
Верхнє Шерково (рос. Верхнее Шерьково) — присілок у Росії, у Велізькому районі Смоленської області. Входить до складу Будницького сільського поселення (за муніципальним поділом), підпорядкований Будницькій сільській раді (за адміністративним поділом). Станом на 2007 рік постійного населення не має.
Розташований за 20 км на південний захід від районного центру, на березі річки Олеськи, за 80 км на північ від залізничної станції Рудня на лінії Смоленськ — Вітебськ.